# Ofensiva Monastir

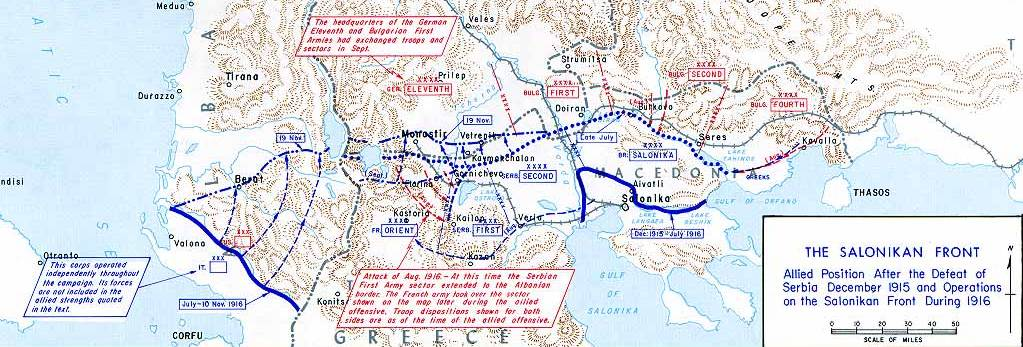
Frontul macedonean în 1916

Ofensiva Monastir a fost o operațiune militară a Aliaților împotriva forțelor Puterilor Centrale în timpul Primului Război Mondial, prin care s-a dorit ieșirea din impas pe Frontul din Macedonia prin forțarea capitulării Bulgariei și ameliorarea presiunii pe România. Ofensiva a avut forma unei mari bătălii și a durat trei luni. S-a încheiat cu capturarea orașului Monastir. Armata 1 Bulgară (de la sfârșitul lunii septembrie a Armata 11 Germană) a fost nevoită să se retragă de cinci ori.

## Forțele
În septembrie 1916, Aliații au adunat trupe substanțiale, printre ele numărându-se 6 divizii de infanterie sârbe, 5 britanice, 4 franceze, una italiană și o brigadă de infanterie rusă pentru operațiuni pe frontul din Macedonia. Numărul total de soldați era estimat între 369.000 și 400.000 de oameni. Puterea de luptă a fost desfășurată în 201 batalioane de infanterie, cu 1.025 de piese de artilerie și 1.300 de mitraliere.
Puterile Centrale puteau inițial să se opună acestor forțe cu Armata 1 Bulgară, Armata a 11-a Germană și a Armata a 2-a Bulgară, numărând un total 172 de batalioane de infanterie și cca. 900 de piese de artilerie. În plus, mai erau Divizia a 10-a Bulgară de infanterie și forțele care protejau coasta Mării Egee de la râul Struma până la granița cu Imperiul Otoman, 25 de batalioane de infanterie, 31 baterii de artilerie și 24 de mitraliere.